# Clima Azerbaidjanului

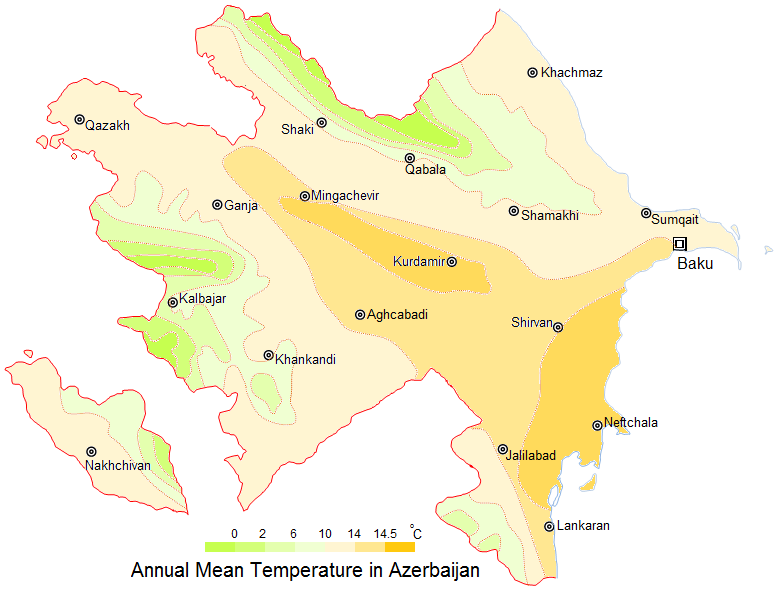
Temperaturi medii anuale în Azerbaidjan (°C).

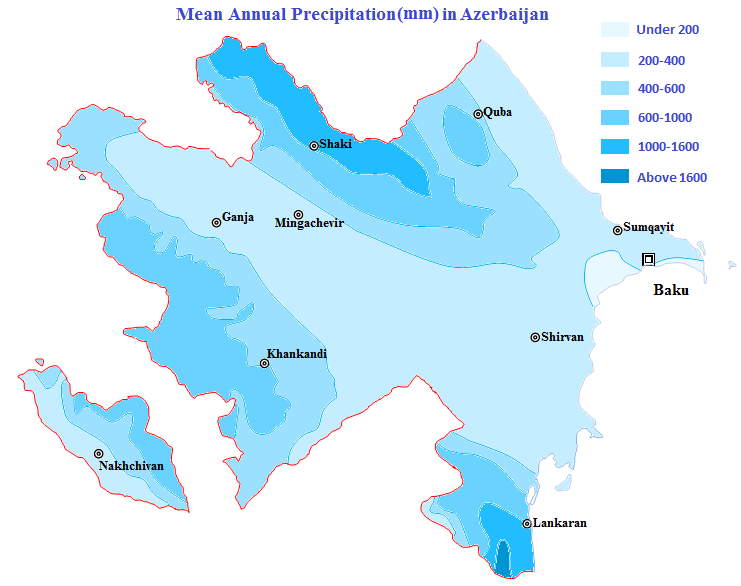
Precipitatiile medii anuale în Azerbaidjan (mm).

Clima Azerbaidjanului are o climă temperat continentală de tranziție, specifică pentru Caucaz, cu patru anotimpuri distincte, primăvară, vară, toamnă și iarnă. Diferențele locale climatice se datorează mai mult altitudinii și latitudinii.
În Azerbaidjan se regăsesc aproape toate tipurile de climă. Când într-o parte a țării este prea cald, în altă parte poate să fie foarte frig. Clima este favorabilă pentru agricultură. Aici se cultivă diferite soiuri de pomi fructiferi.
Amplasarea Azerbaidjanului in zona climaterică care cuprinde 9 din cele 11 zone climaterice ale globului pământesc, de la subtropice până la pajiștile alpine, existența pământurilor roditoare, a multor zăcăminte naturale, o lume bogata si variata de plante si animale – toate acestea au favorizat dezvoltarea economiei si vieții culturale.
Precipitațiile sunt de 1500 mm/an în Lankaran, de 1300 mm/an în Munții Caucaz și sub 300 mm/an în Baku.